# Titularbistum Sereddeli
Sereddeli ist ein Titularbistum der römisch-katholischen Kirche.
Es geht zurück auf einen untergegangenen Bischofssitz in der gleichnamigen antiken Stadt, die in der römischen Provinz Mauretania Caesariensis im heutigen nördlichen Algerien lag.
| Nr. | Name                  | Amt                                          | von             | bis               |
| --- | --------------------- | -------------------------------------------- | --------------- | ----------------- |
| 1   | Amerigo Galbiati PIME | emeritierter Bischof von Jalpaiguri (Indien) | 22. März 1967   | 24. November 1979 |
| 2   | Fabio Betancur Tirado | Weihbischof in Medellín (Kolumbien)          | 24. Mai 1982    | 29. März 1984     |
| 3   | Gabriel Simo          | Weihbischof in Douala (Kamerun)              | 26. Januar 1987 | 24. November 2017 |
| 4   | Héctor López Alvarado | Weihbischof in Guadalajara (Mexiko)          | 2. Februar 2018 |                   |